# 1489
1489 هي سنة بسيطة بدأت يوم الخميس حسب التقويم الغريغوري

## أحداث
- 29 نوفمبر - آرثر تيودور يصبح أمير ويلز

## مواليد
- سنان آغا
- مارغريت تيدور
- مارغريت ملكة اسكتلندا